# ラルフ・D・ボード
ラルフ・D・ボード（Ralf Detlef Bode、1941年3月31日 - 2001年2月27日）は、アメリカ合衆国の撮影監督。

## 来歴
ドイツ・ベルリン生まれ。14歳の時家族でアメリカ合衆国バーモント州に移住。バーモント大学卒業後、陸軍に入隊、除隊後にイェール大学演劇大学院に学ぶ。
1970年代から活動を始め、『歌え!ロレッタ愛のために』で第53回アカデミー撮影賞にノミネートされた。また、『ロッキー』の第2班撮影監督を担当した（クレジットなし）。
2001年2月27日、肺癌のため死去、59歳。

## 主な撮影作品
- フォア・プレイ Foreplay (1975)
- サタデー・ナイト・フィーバー Saturday Night Fever (1977)
- シャレード'79 Somebody Killed Her Husband (1978)
- ふたりでスローダンスを Slow Dancing in the Big City (1978)
- 無邪気な子供たち Rich Kids (1979)
- 歌え!ロレッタ愛のために Coal Miner's Daughter (1980)
- 殺しのドレス Dressed to Kill (1980)
- ゴーリキー・パーク Gorky Park (1983)
- 家族の絆 Firstborn (1984)
- スティング/ブルー・タートルの夢 Bring on the Night (1985)
- すみれは、ブルー Violets Are Blue (1986)
- 恋はカメハメハ! The Whoopee Boys (1986)
- S・O・Sドクター・ノーグッド! Critical Condition (1987)
- ビッグタウン The Big Town (1987)
- ディスタント・サンダー Distant Thunder (1988)
- 告発の行方 The Accused (1988)
- 今ひとたび Cousins (1989)
- おじさんに気をつけろ! Uncle Buck (1989)
- ニューヨーク・ジャスティス/許された犯罪 One Good Cop (1991)
- フォーエバー・ロード Leaving Normal (1992)
- ラブ・フィールド Love Field (1992)
- メイド・イン・アメリカ Made in America (1993)
- マコーレー・カルキン/くるみ割り人形 The Nutcracke (1993)
- ジプシー Gypsy (1993) テレビ映画
- バッド・ガールズ Bad Girls (1994)
- ドンファン Don Juan DeMarco (1994)
- 運命の絆 Safe Passage (1994)
- ビッグ・グリーン/でこぼこイレブン大旋風 The Big Green (1995)
- 欲望という名の電車 A Streetcar Named Desire (1995) テレビ映画
- シンプル・ウィッシュ A Simple Wish (1997)
- シンデレラ Cinderella (1997) テレビ映画
- ユニコーン・キラーを追え The Hunt for the Unicorn Killer (1999) テレビ映画
- 潮風のサラ3/冬の終わり Sarah, Plain and Tall: Winter's End (1999) テレビ映画
- 理想の恋人を見つけるための7つのジンクス Boys and Girls (2000)
- スピーキング・オブ・セックス Speaking of Sex (2001)